# Telmatobius marmoratus
Telmatobius marmoratus és una espècie de granota que viu a Bolívia, Xile, Perú i, possiblement també, a l'Argentina.